# Allium tuchalense
Allium tuchalense — вид рослин з родини амарилісових (Amaryllidaceae); ендемік Ірану.

## Опис
Цибулини 1–1.5 см в діаметрі, з темними сіруватими зовнішніми оболонками; цибулинки відсутні. Стеблина 10–20 см завдовжки. Листків 2–3, коротші від стеблини, ниткоподібні, циліндричні. Суцвіття кулясте, багатоквіткове, густе. Квітконіжки завдовжки ≈ 1 см, з приквітками. Квітки дзвінчасті; листочки оцвітини завдовжки 2–2.5 мм, рожеві з фіолетовою серединою, широко ланцетні, тупі. Тичинкові нитки завдовжки 3–3.5 мм, рожеві. Коробочка діаметром 2.5 мм.
Час цвітіння: зазвичай з середини липня до початку серпня.

## Поширення
Ендемік Ірану.
Відомий з альпійської місцевості Тухальських гір на висоті від 3600 до 3800 м.